# Le Lycée
Pour les articles homonymes, voir Lycée.
Le Lycée est une série télévisée française en 18 épisodes de 52 minutes, créée par Franck Philippon, diffusée entre le 27 septembre 2000 et le 24 octobre 2001 sur M6 et rediffusée à partir du 4 août 2008 sur France 4.

## Synopsis
La série se déroule dans un lycée de banlieue parisienne (Lycée Saint-Exupéry) et raconte les aventures et les relations avec les élèves et les parents d'élèves, des professeurs et des autres salariés du lycée.

## Distribution

### Professeurs
- Virgile Bayle : Mathieu Baumgartner, professeur de mathématiques stagiaire
- Maxime Leroux : Henri Blanc, professeur de mathématiques tuteur
- Smadi Wolfman : Lisa Petrazzini, professeur de français
- Abdel Soufi : Tyson, professeur d'anglais
- Marc Duret : Antoine, professeur d'histoire-géographie (saison 1)
- Christian Charmetant : François, professeur d'histoire-géographie (saison 2)

### Autres salariés du lycée
- Téco Celio : Eugène, Proviseur du lycée
- Sophie Artur : Élisabeth Ducros, Proviseur-adjoint
- Sonia Mankaï : Malika, Infirmière
- Jean Roger Tsidjo : Félix, Agent d'entretien

### Élèves
- Nassim Iazouguen : Kader
- Maroussia Dubreuil : Margaux
- Tony Mpoudja : Bakari Diallo
- Stéphanie Pasterkamp : Claire
- Matthieu Tribes : Benoit
- Esse Lawson : Alice
- Matthias Van Khache : Sébastien Budzinski
- Lorànt Deutsch : Didier Morillon

## Épisodes

### Première saison (2000)
1. Le Plus Beau Métier du monde
2. Affaires de femme
3. Le Jour des masques
4. Aiguisés comme une lame
5. Procès d'intention
6. Et la vie continue

### Deuxième saison (2001)
1. Le Syndrome de Stockholm
2. Un voile pudique
3. Impasses
4. Un fauteur de troubles
5. Delirium tremens
6. Fils de... profs
7. Mauvaise Mère
8. Le Poids des mots
9. Question de regards
10. Victimes et bourreaux
11. Sortie scolaire
12. Majeure et vaccinée

## Commentaires
- Lorànt Deutsch a joué durant les deux premiers épisodes de la série dans le rôle d'un élève délinquant qui a harcelé et a passé à tabac son professeur de mathématiques.
- On peut voir apparaître dans le générique des acteurs connus dans le monde des séries télévisées comme Virgile Bayle qui joue le docteur Guillaume Lesermann dans Plus belle la vie. Mais aussi on peut voir apparaître Sophie Artur qui a longtemps été l'agent Christelle dans Julie Lescaut.
- La série n'hésite pas à parler de thèmes assez forts, voire « trash », comme le cannabis, le port du voile au lycée, la pendaison d'un élève suicidaire, ou encore la masturbation en classe.

## Récompenses
La série a reçu en 2001 le prix de la meilleure série 52 minutes au Festival de la fiction TV de Saint-Tropez.